# Psaliodes effrenata
Psaliodes effrenata là một loài bướm đêm trong họ Geometridae.